# Bahnstrecke Makarewa Junction–Ohai
| Streckenlänge: | 68 km             |                                           |                                           |
| Spurweite: | 1067 mm (Kapspur) |                                           |                                           |
| |                   |                                           |                                           |
| \| \| 0 \| von Invercargill \| von Invercargill \| \| \| 12 \| Makarewa Junction (früher Keilbahnhof) \| Makarewa Junction (früher Keilbahnhof) \| \| \| \| nach Kingston \| \| \| \| 31 \| Thornbury \| Thornbury \| \| \| \| nach Riverton \| \| \| \| \| Aparima River \| \| \| \| 41 \| Fairfax \| Fairfax \| \| \| 49 \| Otautau \| Otautau \| \| \| 66 \| Wairio \| Wairio \| \| \| 70 \| Nightcaps \| Nightcaps \| \| \| 75 \| Crawford \| Crawford \| \| \| 79 \| Ohai \| Ohai \| \| \| 86 \| früher weiter als Kohlebahn bis Birchwood \| früher weiter als Kohlebahn bis Birchwood \| |                   |                                           |                                           |
| Strecke (außer Betrieb) | 0                 | von Invercargill                          | von Invercargill                          |
| Dienststation / Betriebs- oder Güterbahnhof (Strecke außer Betrieb) | 12                | Makarewa Junction (früher Keilbahnhof)    | Makarewa Junction (früher Keilbahnhof)    |
| Abzweig geradeaus und nach rechts (Strecke außer Betrieb) |                   | nach Kingston                             | nach Kingston                             |
| Bahnhof (Strecke außer Betrieb) | 31                | Thornbury                                 | Thornbury                                 |
| Abzweig geradeaus, nach links und von links (Strecke außer Betrieb) |                   | nach Riverton                             | nach Riverton                             |
| Brücke über Wasserlauf (Strecke außer Betrieb) |                   | Aparima River                             | Aparima River                             |
| Bahnhof (Strecke außer Betrieb) | 41                | Fairfax                                   | Fairfax                                   |
| Dienststation / Betriebs- oder Güterbahnhof (Strecke außer Betrieb) | 49                | Otautau                                   | Otautau                                   |
| Dienststation / Betriebs- oder Güterbahnhof (Strecke außer Betrieb) | 66                | Wairio                                    | Wairio                                    |
| Bahnhof (Strecke außer Betrieb) | 70                | Nightcaps                                 | Nightcaps                                 |
| Dienststation / Betriebs- oder Güterbahnhof (Strecke außer Betrieb) | 75                | Crawford                                  | Crawford                                  |
| Dienststation / Betriebs- oder Güterbahnhof (Strecke außer Betrieb) | 79                | Ohai                                      | Ohai                                      |
| Strecke (außer Betrieb) | 86                | früher weiter als Kohlebahn bis Birchwood | früher weiter als Kohlebahn bis Birchwood |

Die Bahnstrecke Makarewa Junction–Ohai auf der neuseeländischen Südinsel verdankt ihre Entstehung den Kohlevorkommen bei Ohai. Dabei erfolgte der Bau der kapspurigen Strecke in mehreren Etappen.

## Geschichte
Zeitgleich mit dem Bau der Bahnstrecke nach Riverton erfolgte der Bau einer Bahnstrecke nach Wairio. Ziel war es, die Kohlevorkommen in dem Gebiet zu erreichen und landwirtschaftliche Produkte mit der Bahn abtransportieren zu können. 1879 wurde Otautau und 1882 Wairio erreicht.
Ab 1909 entstanden verschiedene Kohlebahnen. 1909 existiere eine Strecke nach Nightcaps der Nightcaps Coal Company. Die Wairio Railway & Coal Company (WR&CC) betrieb eine Strecke zu zwei weiteren Minen in Moretown. Das Ohai Railway Board (ORB) übernahm die WR&CC und baute die Strecke nach Ohai und 1934 bis Birchwood (diese wurde schon Anfang der 1950er Jahre wieder aufgegeben).
In den 1980er Jahren begann der Niedergang des ORB. So wurde die Strecke nach Ohai zum 1. Juni 1990 in das nationale Eisenbahnnetz integriert. 2008 wurde ein Vertrag geschlossen, jährlich 120.000 Tonnen Kohle über die Bahnstrecke zu transportieren. Nach einer Entgleisung 2021 gab Kiwi Rail bekannt, 5,2 Millionen Dollar in die Strecke investieren zu wollen.
Der Endpunkt Ohai wird in den letzten Jahren nicht mehr angefahren, die letzte genutzte Station war Crawford. Der Kohletransport wird bis Mitte 2026 eingestellt, allerdings fahren auf Grund einer Streckensperrung nur noch LKW.